# Colpophyllia natans
A Colpophyllia natans a virágállatok (Anthozoa) osztályának a kőkorallok (Scleractinia) rendjébe, ezen belül az agykorallok (Mussidae) családjába tartozó faj.
A Colpophyllia virágállatnem típusfaja.

## Előfordulása
A Karib-térségben, a Mexikói-öbölben, Florida partjainál és a Bahama-szigeteknél honos.

## Életmódja
Tengeri állatfaj, amely sziklához tapadva éli le az életét. Az Asteropontius proximus, Corallovexia kristenseni, Corallovexia longibrachium, Corallovexia mediobrachium és Corallovexia mixtibrachium nevű evezőlábú rákok élősködnek ezen az agykorallon. Ezekből a Corallovexia kristenseni és a Corallovexia mixtibrachium nemcsak a felszínén élnek, hanem bent a testében is.

## Képek

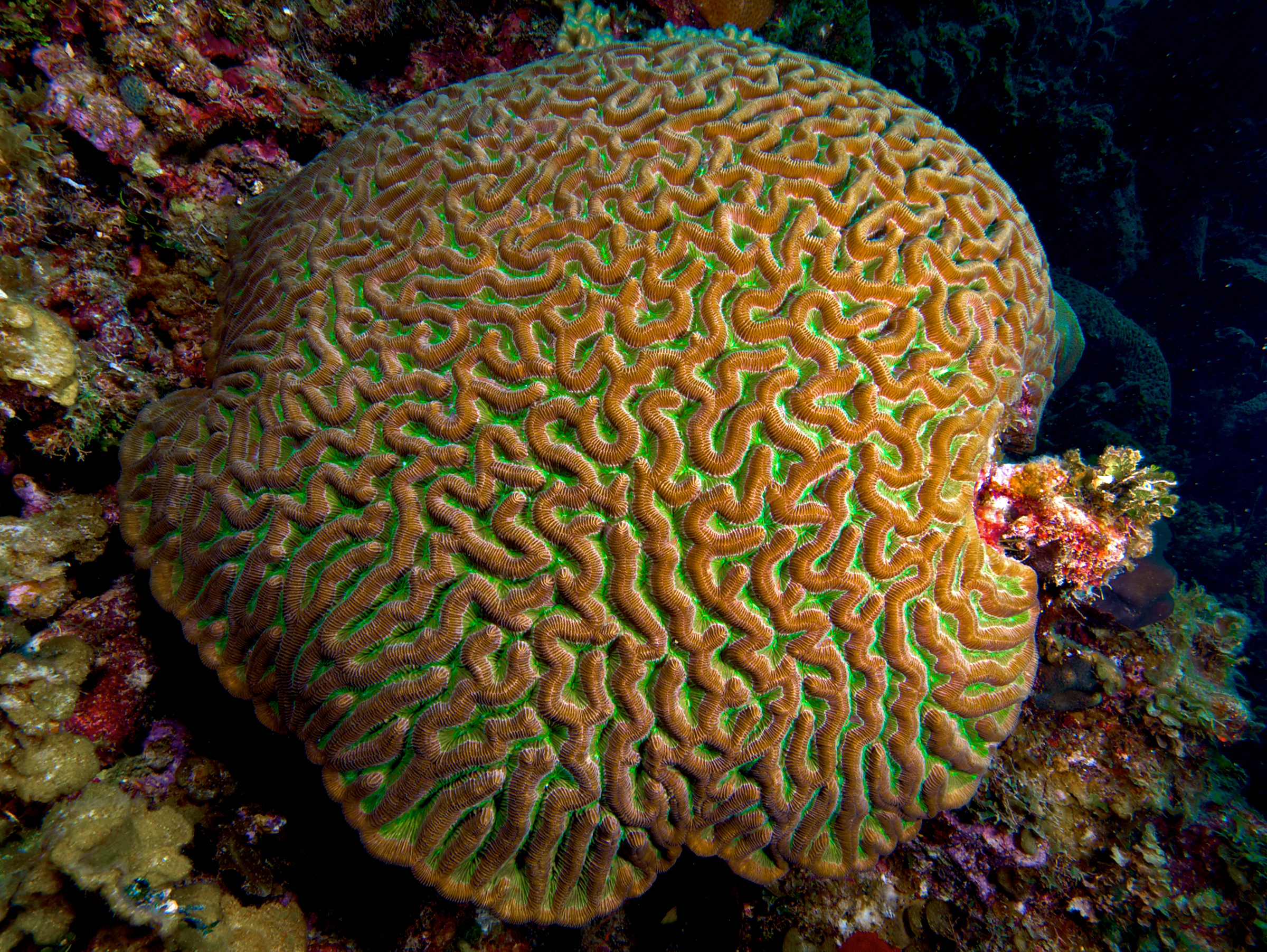
Telepe
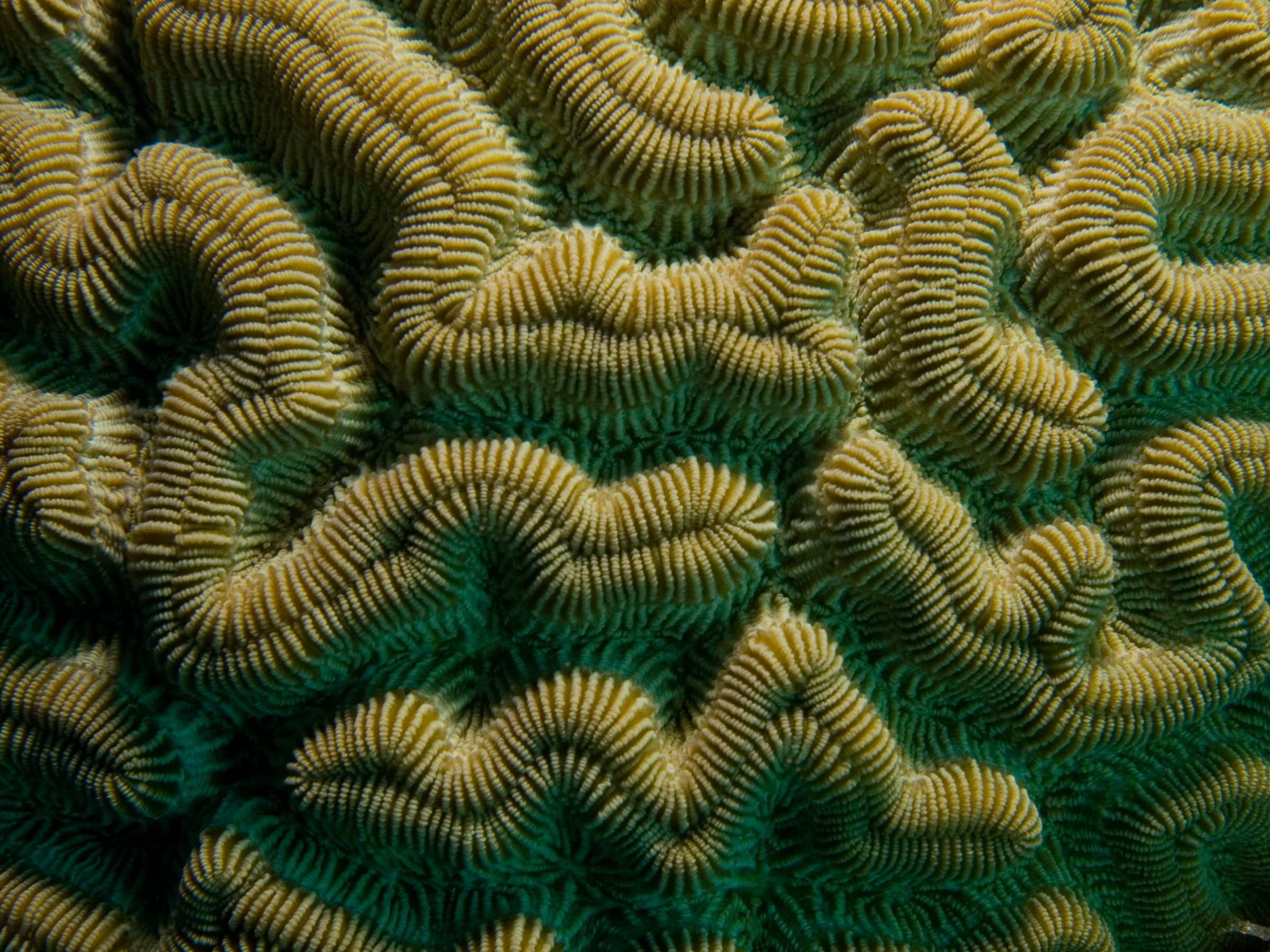
Közelebbről
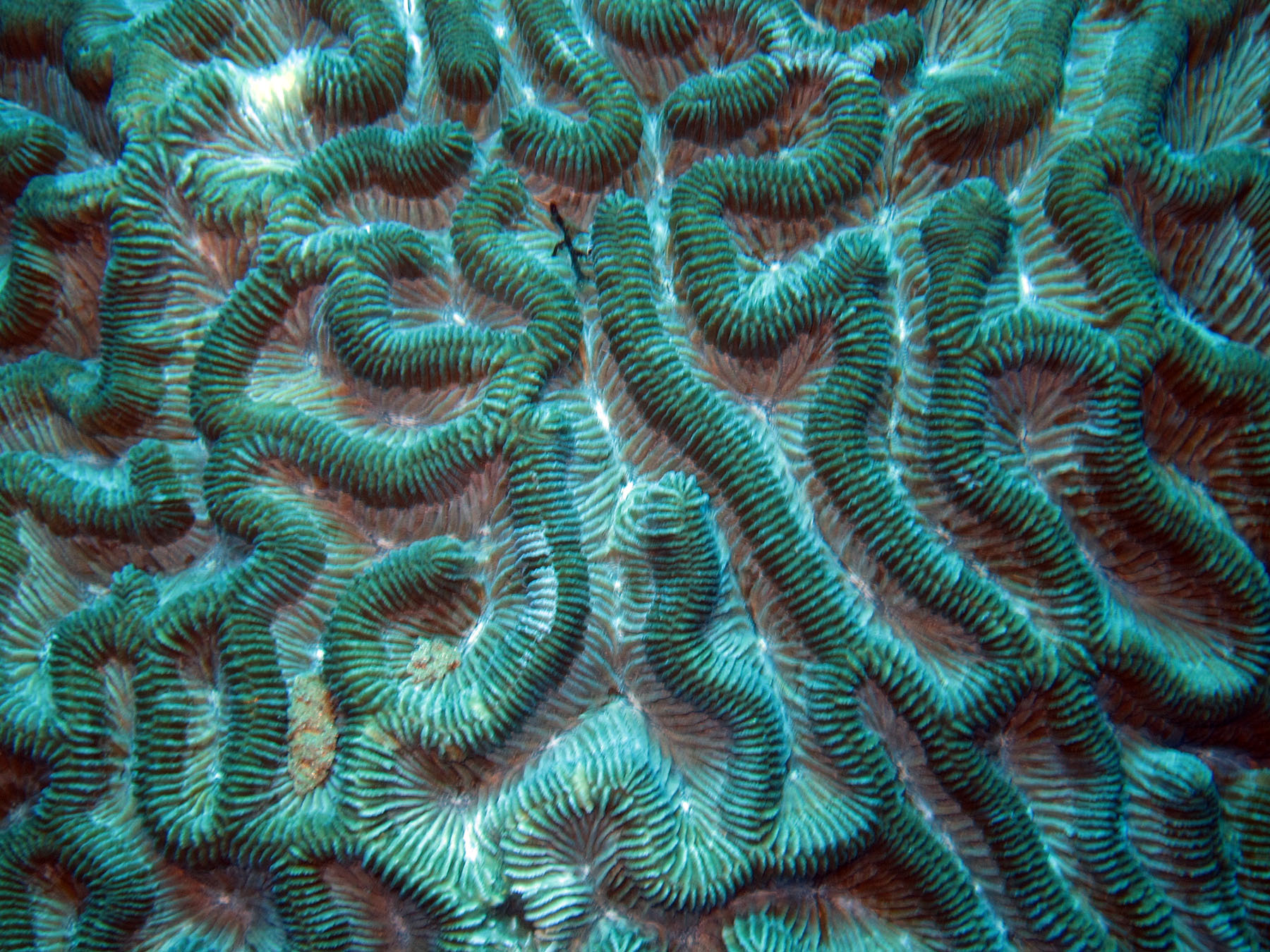
Közelről labirintusszerű felszíne van
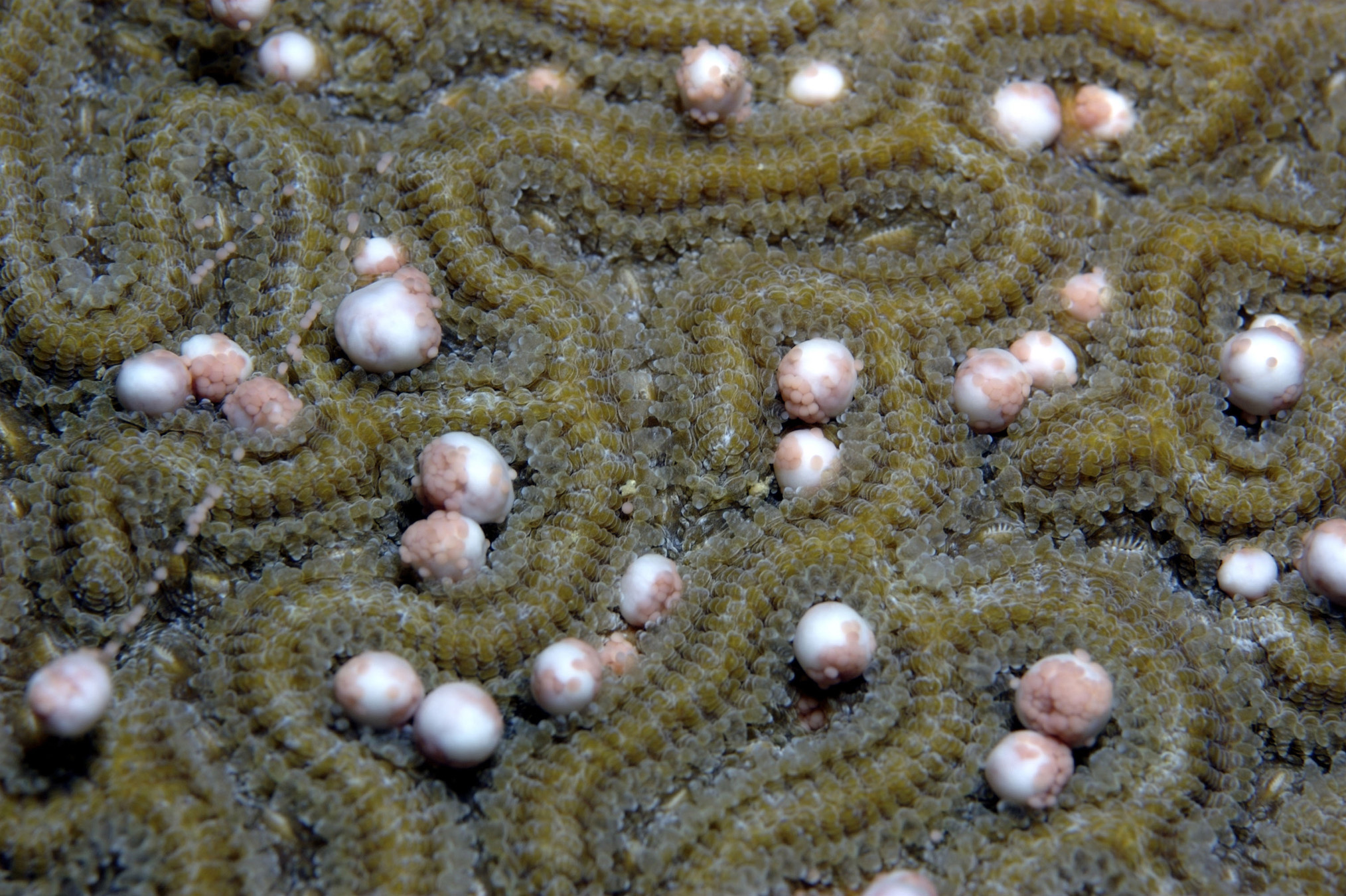
Ivarzás közben